# Dumont (Nova Jérsei)
Dumont é um distrito localizado no estado americano de Nova Jérsei, no Condado de Bergen.

## Demografia
Segundo o censo americano de 2000, a sua população era de 17.503 habitantes.
Em 2006, foi estimada uma população de 17.365, um decréscimo de 138 (-0.8%).

## Geografia
De acordo com o United States Census Bureau tem uma área de
5,1 km², dos quais 5,1 km² cobertos por terra e 0,0 km² cobertos por água.

## Localidades na vizinhança
O diagrama seguinte representa as localidades num raio de 4 km ao redor de Dumont.